# 中国农工民主党浙江省委员会
中国农工民主党浙江省委员会，简称农工党浙江省委、浙江农工党，是中国农工民主党在浙江省的地方组织。